# La Casa del High Jinks
La Casa del High Jinks est une maison américaine dans le comté de Pinal, en Arizona. Construite vers 1928 dans le style Pueblo Revival, elle est la principale construction du High Jinks Ranch, un ranch dans la forêt nationale de Coronado. Elle est inscrite au Registre national des lieux historiques depuis le 16 octobre 1996.